# Charlotte Amalie von Hessen-Wanfried

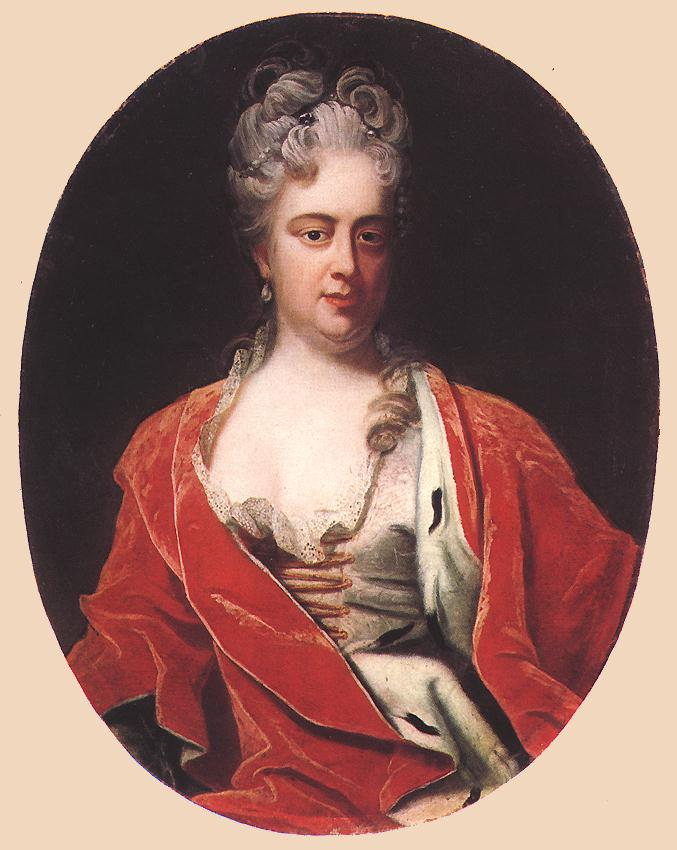
Charlotte Amalie von Hessen-Wanfried

Charlotte Amalie von Hessen-Wanfried (* 8. März 1679 in Wanfried; † 18. Februar 1722 in Paris) war die älteste Tochter aus der zweiten Ehe des paragierten Landgrafen Karl von Hessen-Wanfried (* 1649, † 1711) mit Alexandrine Juliane (* 1651, † 1711), Tochter des Grafen Enrico von Leiningen-Dagsburg und Witwe des paragierten Landgrafen Georg III. von Hessen-Darmstadt-Itter.

## Ehe und Nachkommen
Charlotte Amalie wurde in ihrem sechzehnten Lebensjahr, am 25. September 1694, in Köln mit dem Fürsten Franz II. Rákóczi (* 27. März 1676; † 8. April 1735) aus Siebenbürgen, dem späteren ungarischen Revolutionsführer, vermählt. Die Trauungszeremonie im Kölner Dom wurde von Erzbischof Joseph Clemens vollzogen. Aus der Ehe gingen vier Kinder hervor:
- Leopold Georg (* 28. Mai 1696 in Kis-Topolcsány, † ~ 1699)
- Charlotte (* und † vor 1700)
- Joseph (* 17. August 1700 in Wien, † 10. November 1738 in Cernavodă); Joseph war nie verheiratet, aber aus einer Beziehung mit der Französin Marie de Contaciéra hatte er eine Tochter, Marie Elisabeth, die 1780 als Nonne in einem Pariser Kloster starb.
- Georg (* 8. August 1701 in Wien, † 22. Juli 1756 in St. Denis (Paris), Frankreich). Mit seiner zweiten Frau Margarete Suzanne Pinthereau de Bois (* 1702, † 1768) hatte er einen Sohn Georg (* 1740, † 28. März 1743). Mit Georg starb die Familie Rákóczi in männlichen Stamme aus.

Kriegsstrapazen und die lange Trennung von ihrem Mann ließen ihre Ehe mit dem reichsten Magnaten Ungarns in die Brüche gehen. Am 16. November 1706 gebar sie – aus einer nichtehelichen Verbindung – eine Tochter namens Charlotte, die bereits im Dezember 1706 starb.

## Spätere Jahre

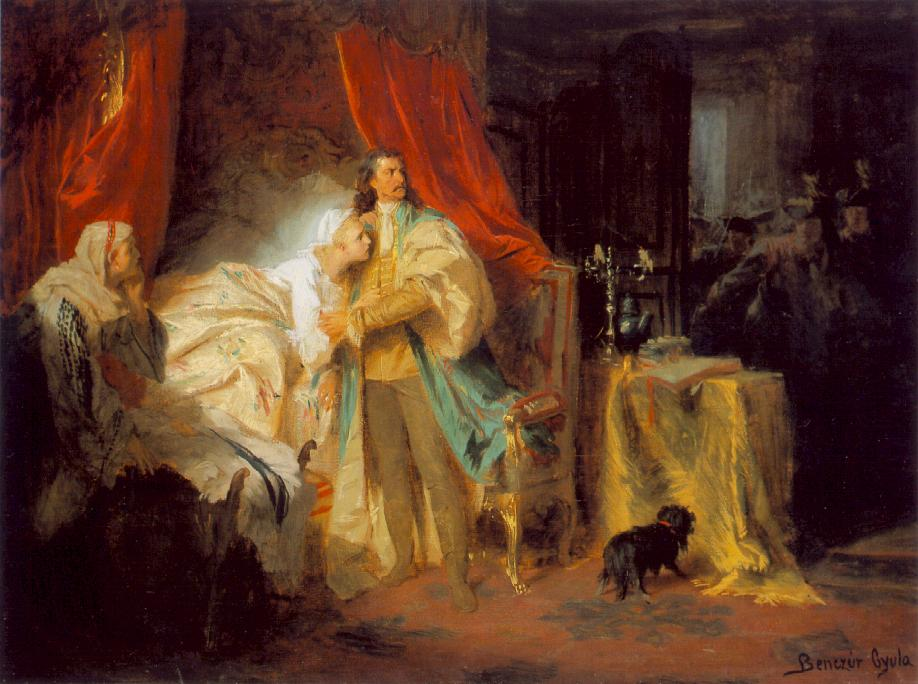
Charlotte Amalie und Franz II. Rákóczi vor der Verhaftung am 18. April 1701 (Historiengemälde von Gyula Benczúr)

Mit anderen ungarischen Adeligen plante Franz II. 1701 einen Aufstand, der jedoch verraten wurde. Franz II. wurde auf seinen Schlösschen in Gross-Scharosch am 18. April 1701 verhaftet; er flüchtete nicht, da er Charlotte Amalie, die krank war, nicht allein lassen wollte. Er wurde in dasselbe Gefängnis in Wiener Neustadt gebracht, in dem bereits sein Großvater Peter Zrínyi seinerzeit auf seine Hinrichtung gewartet hatte. Auch ihn erwartete die Todesstrafe. Durch die Entschlossenheit und Hilfe von Charlotte Amalie gelang ihm die Flucht nach Warschau. Es gelang ihr, den Kommandanten des Gefängnisses von Wiener Neustadt, Gottfried von Lehnsfeld, mit einer hohen Geldsumme zu bestechen (angeblich handelte es sich um eine Summe von 20 000.-- Gulden), worauf Rákóczi am 24. November 1701, verkleidet in einer Dragoner-Uniform, flüchten konnte. Als ihre Beteiligung an der Flucht ihres Mannes publik wurde, wurde sie unter Hausarrest gestellt; ihre beiden Söhne wurde ihr entzogen und auf Befehl des Kaisers am Wiener Hofe erzogen.
Die Ächtung ihres Mannes durch das Kaiserhaus traf auch Charlotte Amalie schwer. Nachdem sie frei gelassen worden war, lebte sie meist am polnischen Hof zu Warschau und am russischen Hof zu Sankt Petersburg und soll ein recht ausschweifendes Leben geführt haben.

## Tod
Im Spätherbst 1721 ging sie in das Pariser Kloster Chases-Midi; Zahnschmerzen veranlassten sie am 16. Februar 1722, sich einen Zahn ziehen zu lassen. Es folgten ein Zahngeschwür und Fieber, worauf man sie zur Ader ließ. Sie starb kurz darauf, am 18. Februar 1722, und wurde auf dem Friedhof des Klosters beerdigt. Kloster und Friedhof wurden während der Französischen Revolution geplündert, ihr Grab zerstört.

## Sonstiges
Von Charlotte Amalie wurde behauptet, sie habe etwa 20 Jahre vor ihrem Tod im Traum sowohl ihr Sterbezimmer als auch den Mann, der ihr den letzten Trunk reichen würde, gesehen und sie habe in Paris diesen Mann, den Arzt Helvetius, und das Zimmer, das Schlafzimmer einer für sie gemieteten Wohnung, wiedererkannt und ihre Begleiter darauf hingewiesen.